# ウクライナ・インターネット党
ウクライナ・インターネット党（ウクライナ・インターネットとう、ウクライナ語: Інтернет партія України）は、ウクライナの政党。2010年に政党登録された。「官僚に対抗する電子政府」をスローガンに掲げるインターネット政党。

## 党史

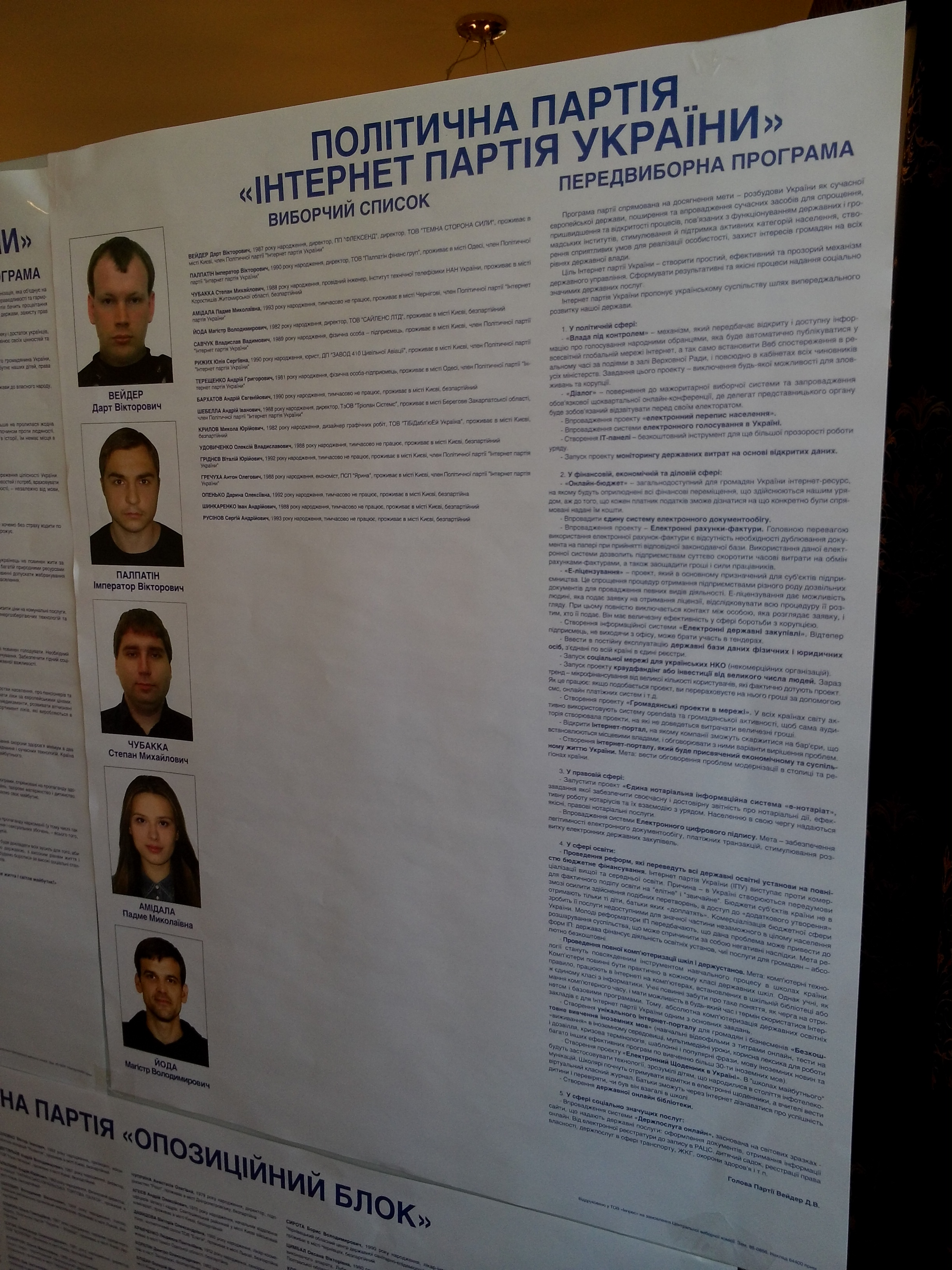
2014年最高議会選挙の候補者

2006年から2007年にかけて、ウクライナのハッカーであるドミトリー・ゴルボフが設立を提唱し、2007年10月1日に結党大会が開催された。2009年3月1日にオデッサのホテル・マグノリアでマスコミを招待して正式な党大会を開催した。設立メンバーにはムエタイのスーパーヘビー級チャンピオンのデニス・グリゴリエフや弁護士のペトロ・ボイコがいる。
2012年ウクライナ最高議会選挙では候補者1人を擁立するが、落選したため議席を獲得することは出来なかった。2013年1月23日、キエフ地区行政裁判所から法律遵守義務違反を理由に政党登録を取り消される。これに対し、ウクライナ・インターネット党は決定を不服として4月2日に控訴し、9月17日にウクライナ最高行政裁判所はキエフ地区行政裁判所による政党登録取り消しの無効を決定した。最高行政裁判所の判決を受け、2014年3月にウクライナの政党登録ウェブサイトにウクライナ・インターネット党の情報が復元された。

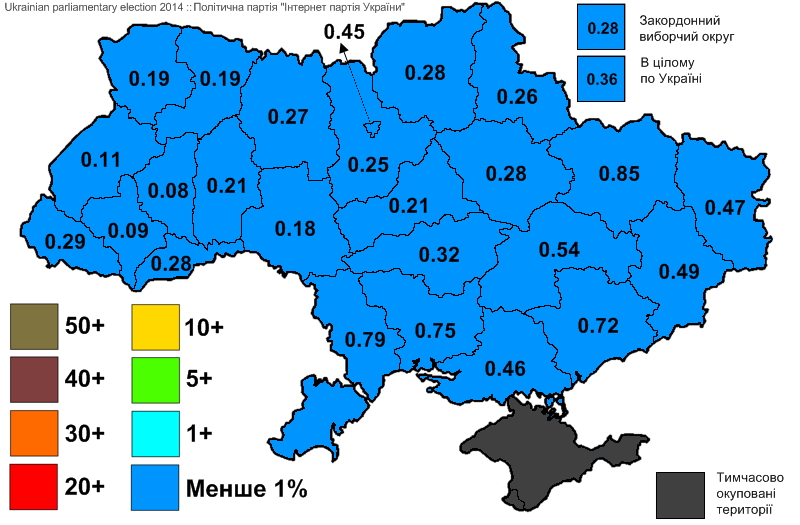
2014年最高議会選挙の得票率

2014年ウクライナ大統領選挙では党内予備選挙を経て公認候補となったダース・アレクセーヴィチ・ベイダー（本名：ヴィクトル・シェフチェンコ）を擁立するが、「身許が確認出来ない」という理由でウクライナ中央選挙管理委員会から出馬登録を拒否された。そのため、ベイダーは大統領選挙には出馬出来なかったが、同日実施されたキエフとオデッサの市長選挙に出馬している。また、10月に実施された2014年ウクライナ最高議会選挙でもスター・ウォーズ・シリーズのキャラクターを名乗るダース・ヴィクトロヴィチ・ベイダー、インペラトール・ヴィクトロヴィチ・パルパティーン、ステパン・ミハイロヴィチ・チューバッカ、パドメ・ニコラエヴナ・アミダラ、マスター・ウラジーミロヴィチ・ヨーダら17人の候補者を擁立するが0.36%の得票しか得られず、5%条項を満たすことが出来なかったため議席を得ることが出来なかった
。
2015年10月23日には、ウクライナの共産主義解体政策の一環として、ウラジーミル・レーニン像がダース・ベイダー像に作り替えられた式典にウクライナ・インターネット党員が出席している。

## 主張
ウクライナの経済発展とインターネット技術の導入を掲げ、ウクライナの投資対象としての魅力の強化を目指している。
- 電子政府の推進
- 汚職官僚の排除
- 事務処理のデジタルメディアへの移行
- ウクライナ全国民へのパソコンの無料配布と外国語教育の実現
- 所得税25%の実施
- 付加価値税の廃止
- 遺伝子組換え生物製品の販売禁止
- オフショア・ゾーン（租税優遇地帯）の設置
- マネーロンダリングに関する金融活動作業部会からの撤退